# Нью-Іра (Мічиган)
Нью-Іра (англ. New Era) — селище (англ. village) в США, в окрузі Оушеана штату Мічиган. Населення — 446 осіб (2020).

## Географія
Нью-Іра розташований за координатами 43°33′35″ пн. ш. 86°20′50″ зх. д. / 43.55972° пн. ш. 86.34722° зх. д. (43.559633, -86.347156).  За даними Бюро перепису населення США в 2010 році селище мало площу 2,18 км², з яких 2,17 км² — суходіл та 0,01 км² — водойми.

## Демографія
Згідно з переписом 2010 року, у селищі мешкала 451 особа в 173 домогосподарствах у складі 129 родин. Густота населення становила 207 осіб/км².  Було 188 помешкань (86/км²).
Расовий склад населення:
| - 96,2 % — білих - 1,6 % — корінних американців - 0,4 % — азіатів - 0,2 % — чорних або афроамериканців |

До двох чи більше рас належало 0,9 %. Частка іспаномовних становила 3,1 % від усіх жителів.
За віковим діапазоном населення розподілялося таким чином: 27,1 % — особи молодші 18 років, 55,2 % — особи у віці 18—64 років, 17,7 % — особи у віці 65 років та старші. Медіана віку мешканця становила 41,9 року. На 100 осіб жіночої статі у селищі припадало 100,4 чоловіків;  на 100 жінок у віці від 18 років та старших — 86,9 чоловіків також старших 18 років.
Середній дохід на одне домашнє господарство  становив 59 709 доларів США (медіана — 56 389), а середній дохід на одну сім'ю — 65 589 доларів (медіана — 58 958). Медіана доходів становила 53 500 доларів для чоловіків та 31 071 долар для жінок. За межею бідності перебувало 3,6 % осіб, у тому числі 1,7 % дітей у віці до 18 років та 3,1 % осіб у віці 65 років та старших.
Цивільне працевлаштоване населення становило 209 осіб. Основні галузі зайнятості: освіта, охорона здоров'я та соціальна допомога — 33,0 %, виробництво — 26,3 %, роздрібна торгівля — 7,7 %, мистецтво, розваги та відпочинок — 6,2 %.